# 電撃大賞 (ラジオ番組)
電撃大賞（でんげきたいしょう）は、1994年10月から2015年3月28日まで文化放送 (QR) をキー局にラジオ大阪 (OBC) ・東海ラジオ (SF) で放送されていたアニラジ（アニメ関連のラジオ番組）シリーズである。
本項では前身番組『電撃大賞クリス・クロス（でんげきたいしょうクリスクロス）』、『電撃大作戦（でんげきだいさくせん）』についても述べる。
なおここでは便宜的に、番組の特定の時期を示すのにパーソナリティの名を冠して「○○時代」という用語を使うが、公式の用語ではない。

## 概要

### タイトル
2008年3月までメディアワークス、4月から合併によりアスキー・メディアワークスが提供元であり、主宰している電撃ゲーム小説大賞と連動して始まった。
発行している電撃文庫と連動しており、第1回金賞の高畑京一郎著書の『クリス・クロス 混沌の魔王』から、1994年10月に放送開始。当初は番組タイトルが『電撃大賞クリス・クロス』として始まった。この番組は1クールで終わったが、1995年4月に『電撃大作戦』として新たな枠・内容で開始。1996年4月より『電撃大賞』に変更となり現在に至る。ただし、番組表では『電撃大賞』となっていたが、タイトルコールでは、実写映画版『ブギーポップは笑わない Boogiepop and Others』主演の吉野紗香がパーソナリティだった間は『電撃大賞 ブギーポップ』だった。また、ラジオドラマがあるときはその間だけサブタイトルをその作品名にすることもあった。
『電撃大賞クリス・クロス』のみ文化放送での放送時間帯が異なっており、放送自体も一度1993年12月で途切れていることから、後述する『電撃大作戦』のリバイバル番組内や、書籍『電撃大賞読本』では、田中真弓・笠原留美を初代のパーソナリティとしてカウントしている。しかしその一方で、『電撃大賞』番組内ではこのタイトルになった1996年4月を基準に年を数えており、1996年を始まりとするアスキーメディアワークスによる報道もある。

### 内容
どの局でも放送は深夜帯である。内容は時間帯通りの深夜向き。
提供元のメディアワークスの情報の発信を含む、ネタ投稿番組。はがきとメールでお便り募集をしていた。
ラジオドラマを展開している事も多く、そのドラマ名がラジオ番組のサブタイトルになることも多い。
特徴としては、文化放送A&Gゾーンでも屈指の下ネタ番組としての伝統があり、特に田中真弓・笠原留美、石川英郎、松野太紀、森田成一はその傾向を番組作りに反映させ、一部熱烈なファンを獲得し、そのスタイルは番組終了まで引き継がれていた。

### パーソナリティ交代
『電撃大作戦』以降はパーソナリティは2人で、『電撃大賞』となってからは男女ペアである。男性パーソナリティは声優だが、女性パーソナリティには声優以外にアイドルが就くことも多い。数か月から数年の頻度で交代し、交代は2人同時のことも、男性パーソナリティだけや女性パーソナリティだけのこともある。メールアドレス導入後は、男性パーソナリティの交代ごとにメールアドレスが変わっている。パーソナリティ期間は平均約1.9年と短めで、松野太紀（4年9か月）・秋山莉奈（4年）・森田成一（3年6か月）が3年半以上にわたってパーソナリティを務める一方、最短は入絵加奈子の6か月である。
現在の文化放送のアニラジとしては、1991年4月開始の『ノン子とのび太のアニメスクランブル』（こちらは開始以来一貫して日髙のり子と長谷川のび太アナウンサーのコンビ）に次ぐ長寿番組であった。
最終パーソナリティとなった花江夏樹は、パーソナリティの相方である谷澤恵里香を谷澤の方が1学年上であるにもかかわらず、『谷澤』と呼び捨てしていた。

### シリーズの終了
2015年3月28日の放送をもって、1994年10月から始まった『電撃大賞クリス・クロス』から続いた本シリーズは20年半の放送に幕を降ろした。最終回は歴代パーソナリティをゲストに交えて、番組のフィナーレを飾った。

## 放送時間
文化放送
1994年10月16日 - 1995年1月8日 日曜日 21:00 - 21:30
1995年4月15日 - 2015年3月28日 土曜日  26:00 - 26:30
『文化放送ホームランナイター』延長時には時間変更・または休止の場合あり。休止された分は放送が飛ばされ、下記2局のみの放送（一種の裏送り）となる。
ラジオ大阪
1995年10月 - 1996年3月 日時不明
1996年4月 - 2008年9月 日曜日 25:00 - 25:30
2008年10月 - 日曜日 24:30–25:00
2015年1月現在、25:00以降に特別番組がない限り、一週間の最終番組である。
東海ラジオ
2001年4月 - 2009年10月4日 日曜日 25:30 - 26:00
2009年10月10日 - 土曜日 26:00 - 26:30
『東海ラジオ ガッツナイタースペシャル』がナイターの場合、中継延長時（22:45を越えた場合）には放送時間繰り下げあり。ただしさらに遅い時間帯の自主制作番組を休止して時間調整するため、よほどの非常事態でない限りは放送休止（番組返上）となることはない。

### 一時的なネット局
UNIQue the RADIO
2007年3月15日 - 2007年8月31日 木曜日 17:00 - 17:30、リピート: 金曜日 10:00 - 10:30
超!A&G+
2007年9月6日 - 2008年4月3日 木曜日 17:00 - 17:30、リピート: 金曜日 7:00 - 7:30
2008年4月10日 - 2009年4月2日 木曜日 18:00 - 18:30、リピート: 金曜日 8:00 - 8:30
2009年4月9日 - 2010年9月30日 木曜日 19:00 - 19:30、リピート: 金曜日 14:00 - 14:30
2010年10月7日 - 2011年3月31日 木曜日 18:00 - 18:30、リピート: 金曜日 8:00 - 8:30（4月1日はリピートなし）

## パーソナリティ

### 一覧
| 放送開始   | 放送終了   | 放送期間 | 男性     | 女性              | タイトル               |
| ---------- | ---------- | -------- | -------- | ----------------- | ---------------------- |
| 1994年10月 | 1994年12月 | 0年3か月 |          | 三石琴乃          | 電撃大賞クリス・クロス |
| 1995年01月 | 1995年03月 | 0年3か月 |          |                   | 放送なし               |
| 1995年04月 | 1996年03月 | 1年      |          | 田中真弓 笠原留美 | 電撃大作戦             |
| 1996年04月 | 1998年03月 | 2年      | 石川英郎 | 永島由子          | 電撃大賞               |
| 1998年04月 | 1998年12月 | 0年9か月 | 岩永哲哉 | 長沢美樹          | 電撃大賞               |
| 1999年01月 | 1999年12月 | 1年      | 松野太紀 | 栗林みえ          | 電撃大賞               |
| 2000年01月 | 2003年03月 | 3年3か月 | 松野太紀 | 吉野紗香          | 電撃大賞 ブギーポップ  |
| 2003年04月 | 2003年09月 | 0年6か月 | 松野太紀 | 入絵加奈子        | 電撃大賞               |
| 2003年10月 | 2004年09月 | 1年      | 松風雅也 | 浅野真澄          | 電撃大賞               |
| 2004年10月 | 2007年09月 | 3年      | 森田成一 | 柏木貴代          | 電撃大賞               |
| 2007年10月 | 2008年03月 | 0年6か月 | 森田成一 | 秋山莉奈          | 電撃大賞               |
| 2008年04月 | 2008年12月 | 0年9か月 | 安元洋貴 | 秋山莉奈          | 電撃大賞               |
| 2009年01月 | 2011年09月 | 2年9か月 | 鈴木達央 | 秋山莉奈          | 電撃大賞               |
| 2011年10月 | 2013年03月 | 1年6か月 | 三浦祥朗 | 吉木りさ          | 電撃大賞               |
| 2013年04月 | 2015年03月 | 2年      | 花江夏樹 | 谷澤恵里香        | 電撃大賞               |

### パーソナリティの愛称
- 笠原留美 - 珍・故留美（ちん・こるみ）[11]
- 石川英郎 - 変態国王[11]
- 吉野紗香 - チャー坊[12][13]
- 入絵加奈子 - キャナコ
- 松風雅也 - まーぴー
- 浅野真澄 - ますみん
- 森田成一 - せいちゃん
- 柏木貴代 - キーヨ
- 秋山莉奈 - リナロール → リール → レイロイ → オシリーナ（安元時代）→ ちっぱい（鈴木時代）[14]
- 安元洋貴 - チーフ、ヘンタイチーフ
- 鈴木達央 - ボッキー[14]、勃男（たつお）、ポークビッツ
- 三浦祥朗 - あなお[15]（穴男） → ねじちん
- 吉木りさ - ぷるん → どらち
- 花江夏樹 - はなえろ
- 谷澤恵里香 - ざーりか

### その他の出演者
- 中川亜紀子 - 『電撃大作戦』のアシスタント。復活特番への出演はなし。
- 小我恋次郎（愛称: とうもろこし） - 『電撃大作戦』の準レギュラー。当時創刊の『電撃少年』のライターで、その宣伝などを行っていた。愛称は、染めていた髪の色が由来。復活特番への出演はなし。
- おかゆまさき（愛称: おまっきー） - 主に森田・柏木時代後期に不定期出演。電撃文庫の宣伝をした。
- 伊藤佳子（愛称: ヨシリーナ） - 鈴木・秋山時代の2009年5月9日から不定期出演。読み上げなど担当。

## テーマ曲
- 電撃大作戦
  - FIRECRACKER / イエロー・マジック・オーケストラ - オープニング
  - 最初のい〜っぽ（はじめのい〜っぽ）/ 笠原留美 - エンディング
- 松野・栗林
  - 春になったら / 栗林みえ - エンディング
- 松野・吉野
  - 雨の香り / 吉野紗香 - エンディング
- 森田・柏木
  - 東京Gourmet Tour / 美少女クラブ - エンディング
- 鈴木・秋山
  - チャイナ・グローブ / ドゥービー・ブラザーズ - オープニング
  - I want your sex / ジョージ・マイケル - エンディング
  - 時々、鈴木がボーカルを務めるOLDCODEXの楽曲が使われることもある。
- 三浦・吉木
  - パナマ / ヴァン・ヘイレン - オープニング

## コーナー

### 共通のコーナー
特別のコーナー名がついたり、細かい内容が変わったりすることもあるが、パーソナリティが交代しても続くことが多い。
オープニングコント
冒頭（オープニング前）に2人で演じるショートコント。
ふつおた
普通のおたより。
ケツのあいさつ
番組ラスト（エンディング後）の短いメッセージ。

### 電撃大作戦時代
前半半年間は投稿採用ごとに1ポイントで、10ポイントたまると好きなものがもらえるという制度を採用。後半半年間はポイント制を廃止し、採用されると即「心あたたまるもの」がもらえる制度へ変更。
おじさん、おばさん、教えて〜!
おじさん（田中）、おばさん（笠原）にいろいろな悩みや疑問をぶつけ、答えてもらうコーナー。中川や小我がいる場合には中川がお姉さん、小我がおじいちゃんとして参加。また、特番では松野がケダモノとして参加。
モノの気持ち
いろいろな物の気持ちを言葉にして送ってもらうコーナー。

### 石川・永島時代
変態王国
リスナーが投稿した変態話を披露。採用されるとリスナーの変態王国での階級が上がっていく。

### 松野太紀時代
愛の奥様劇場
オープニングコント。
宇宙の普通のお便り
ふつおた。
変態和歌俳句同好会/ 変態和歌俳句
よだつ噂の真相
怖い話を募集。
愛のぶつかり稽古・どすこい
リスナーからのネタを使った対決コーナー。
クイズ赤っ鼻青っ鼻
変ポエ
珍プレー好プレー。略してチンコウ
これこれ教師

### 松風・浅野時代
オープニングドラマ
松風によれば、コントではなくドラマ。「電撃夢芝居」などのタイトルが付いていたこともあった
電撃語講座
この番組のカラーを出した、外国語風日本語の「電撃語」を募集し、英会話講座風に教えるというもの。この言葉を文字に書き表すと、それに隠れた意味を知ることが出来る。
普通をよろしく
普通のお便り（ふつおた）。コーナータイトルを叫ぶ際には、モノマネですることが恒例となっていたが、あまり似ていないことが多かった。松風の新しい呼び名募集、「キンタマ」と「乳輪」どちらの言葉が恥ずかしいかなどの企画も、このコーナー内でおこなわれた。
ますみんの愛のたらこ
リスナーの大好きな3文字の言葉（「たらこ」のたぐい）を、「3文字の妖精ますみん」がちょっとセクシーにささやく。
金持ちA様 貧乏M様 魂の標語
リスナーから5・7・5の標語を募集し、A様（浅野）が「金持ち標語」を、M様（松風）が「貧乏標語」を読む。なお、2人が交互に読むが、対決ではなく、リスナーごとにポイント（浅野からは金貨、松風からは藁）が貯まる。金持ちA様を演じるのが辛いと浅野がこぼしたため、「メールM様 はがきA様」にリニューアル。
浅野がしている500円玉貯金が100万円貯まったらその金で「A様祭」を開くと松風がつねづね言っていた（浅野の合意はなし）が、コーナー・リニューアルにともないうやむやになった。なお『A&G 超RADIO SHOW〜アニスパ!〜』によれば、浅野はこの貯金を2005年1月のイタリア旅行の資金に充てたようである。
メールM様 はがきA様 貧乏標語対決
募集するのは双方とも「貧乏標語」。松風はメールで集まったネタを、浅野ははがきで集まったネタを自分の持ちネタとし、それぞれが選んでいた。判定は窓の向こうにいるG様。
このコーナーで、浅野真澄が敗北し、2週間番組内で自分の名前を名乗れないという罰ゲームがおこなわれた。その週、ゲストが訪問したので数分間は名乗ることが出来た。しかし、2週間目のエンディングに誤って名乗ってしまったために、次週のオープニングで名前の部分には、パーソナリティ2人が「電撃大賞」と叫んでいるジングルが被せられた。
アニキ・アネキにパス
くだらない質問に乱暴に答えるコーナー。回答が的を捉えていることはほとんどなかった。
変態 松風家・浅野家の食卓
浅野真澄が「“かにかまぼこ”は“カニから出来ている”」と発言したのが始まり。実際にかまぼこ工場で働いているリスナーから後日そのことを教えるメールも届いた。変態松風家・浅野家の食卓にはどのような変態な食事が出てくるのか、勝手に想像し投稿するネタコーナー。「おやつ」、「そば」などがテーマとして掲げられていた。
人生へろへろ
ゲストコーナー。メディアワークスの雑誌に執筆している作者を呼び、質問などをする。
ケツのあいさつ
番組終了時のあいさつ（毎週違う）を募集。

### 鈴木・秋山時代初期
当初できたこれらのコーナーは、2009年6月までに終了かリニューアルされた。
おた金
普通のお便りのコーナー。
学校に燃えよう!MAX
学校生活に関する相談コーナー。
バッサーリ!
「バッサリ答えてほしい!」という質問に答えるコーナー。
ちこちこジャパン
「聞き間違い」や「似た言葉」など違う言葉なのに同じように聞こえる言葉を募集するコーナー。
ちっぱいジャパン
「ちこちこジャパン」とルールは同じだが、秋山が読むため下ネタの程度は「ちこちこ」よりソフトである。
俳句
番組エンディングで読んで欲しい俳句を募集。

### 鈴木・秋山時代
おた金 / たま金 → たま
普通のお便りのコーナー。コーナー名は、鈴木のみ「たま金」と呼ぶことになったのち、単なる「たま」になった。
電撃大賞WBC
「聞き間違い」や「似た言葉」など違う言葉なのに同じように聞こえる言葉を募集するコーナー。
変態俳句 / H2グランプリ
下ネタな俳句を以前からの備蓄作品や新規募集作品を紹介するコーナー。「H2」は「変態俳句」(Hentai Haiku) の略。鈴木と秋山で交互に読み合い、どちらが面白いかをブース外のスタッフに問い、勝利数で勝敗を決めるというルールが確立。なお、通算で敗数が高い方は、収録見学会で恥ずかしい罰ゲームを行うというルールが追加される。
さびしんぼ俳句
「さびしんぼ」系の俳句を募集。
ABCに燃えよう!MAX

変態のつぶやき…へいったー
「さびしんぼ俳句」と、期間限定復活だった「何を言っても田中邦衛」のコーナー（森田・柏木時代のコーナー）が合体して誕生。鈴木と秋山が、リスナーから送られた短いネタメール（＝つぶやき）を交互で読みあう。面白ければ各々が天に飛ばし、つまらなければビンタあるいは無視という制裁を加えられる。

### 三浦・吉木時代
いずれも正式表記不明。
電ゲヒ
ふつおたのコーナー。
教えて、銭形のちんちん親分
自分が変態かどうかを決めかねているリスナーからのメールを読んで、ちんちん親分（構成作家）が判定する。
電撃変態許可局
オリジナルの早口言葉を募集し、パーソナリティが挑戦する。

## ゲスト
電撃作家のゲストが多い。特に、毎年2月10日に前年の電撃小説大賞（2004年までは電撃ゲーム小説大賞）受賞作が出版されるため、それに合わせ受賞者がゲスト出演し、パーソナリティからのインタビューを受ける。声優やミュージシャンのゲストもあるが、電撃原作のアニメなどに出演や主題歌で関わっていることが多い。
- 石川・永島
  - 1997年01月00日 - 吉富昭仁[21]
  - 1997年05月00日 - 夢来鳥ねむ[21]
  - 1998年01月00日 - 上遠野浩平[21]
- 岩永・長沢
  - 1998年08月00日 - 上遠野浩平[21]
- 松野・栗林
  - 1999年03月00日 - 矢上裕[21]
  - 1999年08月00日 - 上遠野浩平[21]
  - 1999年10月00日 - 相川有[21]
- 松野・吉野
  - 2000年02月00日 - 上遠野浩平[21]
  - 2000年08月00日 - 矢上裕[21]
  - 2000年08月00日 - 円山夢久[21]
  - 2000年11月00日 - 橋本紡[21]
  - 2000年12月00日 - 志村一矢[21]
  - 2001年02月00日 - 渡瀬草一郎[21]
  - 2001年03月00日 - 桑谷夏子[21]
  - 2001年07月00日 - 桑谷夏子[21]
  - 2001年07月00日 - 望月久代[21]
  - 2002年01月00日 - 金田朋子[21]
  - 2002年02月00日 - 田村登正[21]
  - 2002年02月09日 - 第8回電撃ゲーム小説大賞受賞者（田村登正、うえお久光、有沢まみず）
  - 2002年04月07日 - 金田朋子
  - 2002年11月00日 - 志村一矢[21]
  - 2002年12月00日 - 甲田学人[21]
  - 2003年02月00日 - 第9回電撃ゲーム小説大賞受賞者 ?
- 松野・入絵
  - 2003年06月28日 - 矢上裕、釘宮理恵
  - 2003年07月05日 - 前田愛
  - 2003年09月06日 - 深沢美潮
- 松風・浅野
  - 2004年02月07日 - 第10回電撃ゲーム小説大賞受賞者（有川浩、柴村仁、沖田雅）
  - 2004年03月13日 - おかゆまさき[22]
  - 2004年04月17日 - 壁井ユカコ[23]
  - 2004年05月08日 - 時雨沢恵一[24]
  - 2004年06月26日 - 矢上裕
  - 2004年08月28日 - おかゆまさき
- 森田・柏木
  - 2004年11月06日 - おかゆまさき
  - 2005年02月05日 - おかゆまさき
  - 2005年02月00日 - 第11回電撃ゲーム小説大賞受賞者 ?
  - 2005年04月09日 - おかゆまさき
  - 2005年04月16日 - 石川英郎
  - 2005年07月09日 - 千葉紗子
  - 2006年01月21日 - 日野聡
  - 2006年02月11日 - 第12回電撃小説大賞受賞者（小河正岳、来楽零、支倉凍砂、杉井光、御伽枕）
  - 2006年04月08日 - おかゆまさき、有沢まみず
  - 2006年04月15日 - 田中真弓
  - 2006年05月13日 - おかゆまさき
  - 2006年07月15日 - 中原麻衣
  - 2006年10月14日 - 時雨沢恵一、おかゆまさき
  - 2007年02月10日 - 第13回電撃小説大賞受賞者（紅玉伊月、橋本和也、土橋真二郎、樹戸英斗）
  - 2007年03月24日 - 川澄綾子
  - 2007年04月07日 - 川田まみ
  - 2007年04月21日 - 堀江由衣
- 森田・秋山
  - 2007年12月15日 - 松野太紀
  - 2008年02月09日 - 第14回電撃小説大賞受賞者（峰守ひろかず、水鏡希人、瀬那和章、高遠豹介）[25]
  - 2008年03月01日 - 吉野裕行
  - 2008年03月29日 - おかゆまさき
- 安元・秋山
  - 2008年04月12日 - 時雨沢恵一、高橋弥七郎
  - 2008年08月09日 - 松野太紀
  - 2008年09月27日 - 井口裕香、阿部敦
  - 2008年10月04日 - 斎藤千和、喜多村英梨
- 鈴木・秋山
  - 2009年02月07日 - 第15回電撃小説大賞受賞者（川原礫、静月遠火）
  - 2009年02月14日 - 第15回電撃小説大賞受賞者（真藤順丈、蒼山サグ）
  - 2009年02月21日 - 第15回電撃小説大賞受賞者（山口幸三郎、鷹羽知、丸山英人）
  - 2009年07月18日 - ROCKY CHACK
  - 2010年01月30日 - 第16回電撃小説大賞受賞者（綾崎隼、菱田愛日）
  - 2010年02月06日 - 第16回電撃小説大賞受賞者（田名部宗司、美奈川護、榎木津無代、奈々愁仁子）
  - 2010年06月26日 - May'n
  - 2010年10月16日 - 時雨沢恵一
  - 2011年02月12日 - 第17回電撃小説大賞受賞者（多宇部貞人、蝉川タカマル、広沢サカキ、和ケ原聡司、兎月山羊、天羽伊吹清）
  - 2011年02月26日 - 第17回電撃小説大賞受賞者（浅葉なつ、朽葉屋周太郎、仲町六絵）
  - 2011年09月10日 - 川上稔[26]
  - 2011年10月29日 - 三上延
  - 2012年02月11日 - 第18回電撃小説大賞受賞者（九岡望、聴猫芝居、三河ごーすと、来田志郎、高樹凛）
  - 2012年02月25日 - 第18回電撃小説大賞受賞者（エドワード・スミス、成田名璃子、乙野四方字）

## 電ゲパ・電ゲリ・電グ
松野・吉野時代（もしくはそれ以前）から、パーソナリティのことは「電撃パーソナリティ」を略して「電ゲパ」、リスナーのことは「電撃リスナー」を略して「電ゲリ」と呼んでいる。ラジオネームは「電ゲリネーム」と呼ぶ。
ノベルティグッズは「電撃グッズ」を略して「電グ」と呼ぶ。電グの正体はスタッフと当たったリスナーだけが知っていて、パーソナリティもリスナーの大多数も知らない。「電グの正体を知ったパーソナリティは番組を降りなければならない」というネタが鈴木・秋山時代に仕込まれており、2人の降板は電グを見たからだとされた。

## ラジオドラマ
2001年8月の『Missing』までの年月・回数・タイトルは『電撃大賞読本』による（『ガンドレス』、『Missing』の開始日を除く）。
| 開始           | 終了     | 話 数 | タイトル                                                              | 出演          |
| -------------- | -------- | ----- | --------------------------------------------------------------------- | ------------- |
| 1995年07月     | 08月     | 06    | ガンドライバー                                                        |               |
| 1995年12月     | 01月     | 04    | 魔狼王烈風伝                                                          |               |
| 1996年01月     | 04月     | 12    | ブラックロッド                                                        |               |
| 1996年05月     | 07月     | 10    | 五霊闘士オーキ伝                                                      |               |
| 1996年09月     | 12月     | 12    | タイム・リープ                                                        |               |
| 1997年02月     | 04月     | 12    | パンツァーポリス1935                                                  |               |
| 1997年11月     | 01月     | 12    | 〜ROOMMATE〜                                                          |               |
| 1998年05月     | 07月     | 12    | お嬢様特急                                                            |               |
| 1998年09月     | 10月     | 08    | 星の丘学園物語 学園祭                                                 |               |
| 1998年11月     |          | 0?    | ガンドレス                                                            |               |
| 1999年04月     | 07月     | 12    | Lord of Fist                                                          |               |
| 1999年10月     | 12月     | 11    | DARK EDGE                                                             |               |
| 2001年05月     | 06月     | 05    | コールド・ゲヘナ                                                      |               |
| 2001年12月     | 12月     | 04    | キノの旅                                                              |               |
| 2002年03月02日 | 03月30日 | 05    | 天国に涙はいらない                                                    | [ 28 ] [ 29 ] |
| 2002年07月27日 | 08月17日 | 04    | Missing                                                               | [ 30 ]        |
| 2003年05月     |          | 08    | 住めば都のコスモス荘・ラジオドラマ ドッコイレディオ・三枚おろしアワー | [ 31 ]        |
| 2003年07月12日 |          | 04    | イリヤの空、UFOの夏                                                   | [ 32 ]        |
| 2003年08月16日 | 08月23日 | 02    | 月と貴女に花束を                                                      | [ 33 ]        |
| 2003年08月30日 | 09月06日 | 02    | 吸血鬼のおしごと The Style of Angel                                   | [ 33 ]        |
| 2003年11月29日 |          | 04    | 灼眼のシャナ                                                          | [ 34 ]        |
| 2004年04月     |          | 02    | アリソン                                                              |               |
| 2004年07月24日 |          | 04    | キーリ                                                                | [ 23 ]        |
| 2005年01月08日 |          | 04    | 半分の月がのぼる空                                                    | [ 35 ]        |
| 2005年04月09日 | 04月30日 | 04    | しにがみのバラッド。                                                  | [ 36 ] [ 37 ] |
| 2005年10月29日 | 11月05日 | 02    | バッカーノ!                                                           | [ 38 ]        |
| 2005年11月     |          | 04    | 終わりのクロニクル                                                    |               |
| 2006年01月     |          | 04    | はやて×ブレード                                                       |               |
| 2006年03月04日 | 03月25日 | 04    | 9S                                                                    | [ 39 ]        |
| 2006年10月21日 |          | 04    | 私立!三十三間堂学院                                                   | [ 40 ]        |
| 2006年12月23日 |          | 04    | わたしたちの田村くん                                                  |               |
| 2007年06月09日 |          | 04    | とある魔術の禁書目録                                                  | [ 41 ]        |
| 2007年10月27日 | 11月17日 | 04    | 乃木坂春香の秘密                                                      | [ 42 ] [ 43 ] |
| 2008年01月12日 |          | 04    | しにがみのバラッド。 炭酸水と透明のキミへ。It's a wonderful world     | [ 44 ]        |

## 電撃大賞読本
2003年2月（松野・吉野時代）にメディアワークス出版・角川書店発売で刊行された公式本。ISBN 978-4-8402-2234-1。作者名義は「電撃大賞 編」。「メディアワークス創立10周年記念出版!?」を謳っている。

## 特別番組・関連番組
電撃大作戦 もう一発!（帰ってきた電撃大作戦）
1998年8月24日（8月23日深夜）2:00 - 5:00の放送休止枠に生放送された。パーソナリティは田中真弓、笠原留美。ゲストは矢尾一樹、鈴置洋孝、若倉歌純、豊口めぐみ、三木眞一郎、石川英郎、広井王子。スタジオではお酒などが振る舞われる。番組中、小我が行方不明であると明かされる。鈴置は入院先の病院から外出許可をもらっての出演だった。また、エッチ進行中のカップルからの連絡を募集し、電話があったとのことたが、時間の都合で紹介しなかった。
電撃大作戦・あと一発だけいいですか?
2006年11月4日『文化放送A&G DREAM SQUARE』枠内で放送。パーソナリティは田中真弓、笠原留美。ゲストは松野太紀。レギュラー放送終了後ほぼ10年での復活となった。スポンサー不在のため、提供クレジット部分は「スポンサーがみつかりませんでした」と放送された。
電撃カウントダウン
2007年11月10日 - 11月24日、『A&G 超RADIO SHOW〜アニスパ!〜』内箱番組。パーソナリティは森田成一、秋山莉奈。11月24日・25日に幕張メッセで開催される『電撃15年祭』の告知をした。

## イベント
| イベント日     | 放送日                   | 会場                                                    | タイトル | パーソナリティ | ゲスト                             | 出典          |
| -------------- | ------------------------ | ------------------------------------------------------- | --- | --- | ---------------------------------- | ------------- |
| 1995年11月11日 | 放送あり                 | 有明テニスの森                                          | | 田中真弓・笠原留美 |                                    | [ 2 ]         |
| 1997年03月21日 | 放送あり                 | 幕張メッセ 『東京ゲームショウ'98』                      | | 石川英郎・永島由子 | 長沢美樹                           | [ 2 ]         |
| 1998年07月15日 | 放送あり                 | 新宿野村ホール                                          | | 岩永哲哉・長沢美樹 | あかほりさとる・花田十輝・氷上恭子 | [ 2 ]         |
| 1999年03月21日 | 放送あり                 | 幕張メッセ 『東京ゲームショウ’99』                      | | 松野太紀・栗林みえ | 池澤春菜                           | [ 2 ]         |
| 1999年05月02日 | 放送あり                 | 新宿アイランドホール                                    | | 松野太紀・栗林みえ | 池澤春菜                           | [ 2 ]         |
| 2000年03月04日 | 放送あり                 | 徳間ホール                                              | | 松野太紀・吉野紗香 |                                    | [ 2 ]         |
| 2002年10月14日 |                          | 幕張メッセ 『電撃10年祭』                               | 裏・電撃大賞                                                                                                | 松野太紀・吉野紗香 |                                    | [ 45 ]        |
| 2002年11月02日 |                          | 大阪 御堂会館                                           | | 松野太紀・吉野紗香 | 小林由美子・神崎ちろ               | [ 2 ]         |
| 2003年09月13日 | 09月20日 09月27日        | 文化放送本社第1スタジオ                                 | | 松野太紀・入絵加奈子 | おかゆまさき                       |               |
| 2004年10月23日 |                          | 幕張メッセ 『東京国際エンタテインメントマーケット2004』 | 裏電撃大賞                                                                                                  | 森田成一・柏木貴代 |                                    | [ 46 ]        |
| 2006年11月19日 | 12月02日                 |                                                         | | 森田成一・柏木貴代 | おかゆまさき                       | [ 47 ]        |
| 2007年09月29日 | 放送あり                 | 名古屋 東建ホール                                       | 電撃大賞全国変態捕獲大作戦                                                                                  | 森田成一・柏木貴代 |                                    |               |
| 2007年09月30日 | 放送あり                 | 大阪 大阪朝日生命ホール                                 | 電撃大賞全国変態捕獲大作戦                                                                                  | 森田成一・柏木貴代 |                                    |               |
| 2007年11月24日 | 12月08日                 | 幕張メッセ 『電撃15年祭』                               | ラジオ電撃大賞日本全国変態捕獲頂上決戦                                                                      | 森田成一・秋山莉奈 |                                    | [ 48 ] [ 49 ] |
| 2007年11月25日 |                          | 幕張メッセ 『電撃15年祭』                               | ラジオ電撃大賞主催スペシャルイベント                                                                        | 森田成一・秋山莉奈 | 吉野裕行・遊佐浩二                 | [ 48 ] [ 50 ] |
| 2007年11月25日 |                          | 幕張メッセ 『電撃15年祭』                               | 悔しかったら電撃大賞って名乗ってみろ他の番組! PART3! 裏電撃大賞・やっぱり私達は最下層!                      | 田中真弓・笠原留美・ 松野太紀 |                                    | [ 51 ] [ 4 ]  |
| 2009年10月24日 | 11月14日                 | 秋葉原UDX AKIBA_SQUARE 『秋葉原エンタまつり2009』       | ボッキーとちっぱいの、変態祭り2009!!                                                                        | 鈴木達央・秋山莉奈 |                                    | [ 14 ]        |
| 2011年09月11日 | 09月24日                 | 文化放送メディアプラスホール                            | 電撃大賞日本全国変態捕獲大作戦東京最終決戦                                                                  | 鈴木達央・秋山莉奈 |                                    | [ 52 ]        |
| 2012年10月21日 | 11月10日                 | 幕張メッセ 『電撃20年祭』                               | 電撃20年祭 電撃大賞公開録音 【変態本部『 ケツの穴 』 開Ж門】                                                | 田中真弓・笠原留美・ 石川英郎・永島由子・ 松野太紀・松風雅也・ 浅野真澄・森田成一・ 鈴木達央・秋山莉奈・ 三浦祥朗・吉木りさ・ 太田真一郎（司会） |                                    | [ 53 ]        |
| 2013年12月27日 | 2014年 01月11日 01月18日 | 文化放送メディアプラス社員食堂                          | ざーりかとはなえろの公開録音! 目指せ幕張、行くぞ東京ドーム、やるぞジャパンツアー、vol.1 IN 文化放送社員食堂 | 谷澤恵里香・花江夏樹 |                                    |               |
| 2014年09月14日 | 10月05日 10月12日        | 文化放送サテライトプラス                                | 電撃大賞公開録音 〜浜松町パンツ祭り〜                                                                       | 谷澤恵里香・花江夏樹 |                                    |               |
| 2015年03月06日 | 03月14日 03月21日        | 文化放送サテライトプラスサテライトスタジオ              | 電撃大賞消滅記念公開録音 ＜変態の門封印＞心のパンツを脱いで来い!                                            | 谷澤恵里香・花江夏樹・ 田中真弓・松野太紀・ 石川英郎・森田成一                                                                                   |                                    |               |